# 아시사트 오쇼알라
아시사트 라미나 오쇼알라(영어: Asisat Lamina Oshoala, 1994년 10월 9일 ~ )는 나이지리아의 여자 축구 선수로 포지션은 공격수이다. 현재는 스페인 프리메라 디비시온 페메니나의 FC 바르셀로나 페메니에서 활동하고 있다.

## 클럽 경력
오쇼알라는 2009년에 FC 로보에 입단하면서 축구 선수로 데뷔했으며 2013년에 리버스 에인절스로 이적했다. 2014 시즌에서는 리버스 에인절스의 나이지리아 여자 프리미어리그 우승, 나이지리아 여자컵 우승에 기여했다.
오쇼알라는 2015년 1월에 잉글랜드 FA 여자 슈퍼리그 소속 여자 축구 클럽인 리버풀로 이적했지만 무릎 부상으로 인해 2개월 동안 경기에 출전하지 못했고 리그 9경기에 출전하는 데에 그쳤다. 2016년 1월에는 아스널로 이적했고 2015-16 시즌에서 아스널의 FA 여자컵 우승에 기여했다.
오쇼알라는 2017년 2월에 중국 여자 슈퍼리그 소속 여자 축구 클럽인 다롄 취안젠으로 이적했고 2017 시즌에서 다롄 취안젠의 리그 우승에 기여했다. 2019년 1월에는 스페인 프리메라 디비시온 페메니나 소속 여자 축구 클럽인 바르셀로나로 이적했다. 2019년 5월 18일에 헝가리 부다페스트에서 열린 올랭피크 리옹과의 UEFA 여자 챔피언스리그 결승전 경기에서는 아프리카 출신 여자 축구 선수로는 최초로 UEFA 여자 챔피언스리그 경기에서 골을 기록했는데 바르셀로나는 올랭피크 리옹에 1-4로 패배하면서 준우승을 차지하게 된다.

## 국가대표 경력

### 청소년 국가대표
오쇼알라는 2010년에 나이지리아 여자 U-20 축구 국가대표팀 선수로 발탁되었다. 오쇼알라는 일본에서 개최된 2012년 FIFA U-20 여자 월드컵에서 5경기에 출전했으며 나이지리아는 해당 대회에서 4위를 차지했다.
오쇼알라는 캐나다에서 개최된 2014년 FIFA U-20 여자 월드컵에서 잉글랜드와의 조별 예선 경기에서 1골, 뉴질랜드와의 8강전 경기에서 2골, 조선민주주의인민공화국과의 준결승전 경기에서 4골을 기록하면서 해당 대회에서 7골을 기록했다. 나이지리아는 독일과의 결승전 경기에서 0-1로 패배하면서 2014년 FIFA U-20 여자 월드컵에서 준우승을 차지했는데 오쇼알라는 해당 대회에서 최우수 선수에 해당하는 골든 볼, 득점왕에 해당하는 골든 슈를 수상하는 영예를 안게 된다. 2014년 9월에는 나이지리아의 굿럭 조너선 대통령으로부터 나이저강 훈장을 받았다.

### 성인 국가대표
오쇼알라는 2011년 10월 22일에 열린 카메룬과의 2012년 런던 하계 올림픽 여자 축구 아프리카 지역 최종 예선 경기에 처음 출전하면서 나이지리아 여자 축구 국가대표팀 선수로 데뷔했으며 2015년 FIFA 여자 월드컵에 참가한 나이지리아 여자 축구 국가대표팀 명단에 이름을 올렸다. 오쇼알라는 스웨덴과의 조별 예선 경기(나이지리아는 스웨덴과 3-3 무승부를 기록함)에서 1골을 기록했지만 나이지리아는 조별 예선에서 1무 2패를 기록하면서 탈락하고 만다.
오쇼알라는 프랑스에서 개최된 2019년 FIFA 여자 월드컵에 참가한 나이지리아 여자 축구 국가대표팀 명단에 이름을 올렸다. 특히 대한민국와의 조별 예선 경기에서 1골을 기록하면서 나이지리아의 2-0 승리에 기여했으며 나이지리아는 해당 대회에서 16강전에 진출하는 성과를 기록하게 된다.

## 사생활
오쇼알라는 축구 선수 경력을 쌓기 위해 학교를 그만두면서 부모의 분노를 일으켰다. 오쇼알라는 무슬림이다.

## 수상

### 클럽
리버스 에인절스
- 나이지리아 여자 프리미어리그 1회 우승 (2014)
- 나이지리아 여자컵 2회 우승 (2013, 2014)

아스널
- FA 여자컵 1회 우승 (2015-16)

다롄 취안젠
- 중국 여자 슈퍼리그 1회 우승 (2017)

### 국가대표
- 2014년 FIFA U-20 여자 월드컵 준우승
- 2014년 아프리카 여자 축구 선수권 대회 우승
- 2016년 아프리카 여자 네이션스컵 우승
- 2018년 아프리카 여자 네이션스컵 우승

### 개인
- 2014년 FIFA U-20 여자 월드컵 골든볼 수상
- 2014년 FIFA U-20 여자 월드컵 골든슈 수상
- 2014년 아프리카 축구 연맹(CAF) 선정 아프리카 올해의 여자 축구 선수 수상
- 2014년 아프리카 축구 연맹(CAF) 선정 아프리카 올해의 여자 청소년 축구 선수 수상
- 2014년 아프리카 여자 축구 선수권 대회 골든볼 수상
- 2015년 영국 방송 협회(BBC) 선정 올해의 여자 축구 선수 수상
- 2016년 아프리카 축구 연맹(CAF) 선정 아프리카 올해의 여자 축구 선수 수상
- 2017년 아프리카 축구 연맹(CAF) 선정 아프리카 올해의 여자 축구 선수 수상
- 2017 중국 여자 슈퍼리그 시즌 득점왕 수상